# Национальный фонд искусств
Национальный фонд искусств (NEA) (англ. National Endowment for the Arts) ― независимое агентство федерального правительства США, которое оказывает поддержку и финансирует проекты в сфере искусств, демонстрирующие художественное совершенство. Фонд был создан как независимое учреждение федерального правительства решением Конгресса США, подписанного президентом Линдоном Джонсоном 29 сентября 1965 года.
Структура NEA включает в себя Национальный фонд искусств, Национальный фонд гуманитарных наук, Федеральный совет по искусству и гуманитарным наукам и Института музейного и библиотечного обслуживания. Офис NEA находится имеет свои офисы в Вашингтоне (округ Колумбия, США).

## История и цели
Национальный фонд искусств был создан во время президентства Линдона Б. Джонсона в рамках программы «Великое общество». По словам историка Карен Патрисии Хит, «лично Джонсон не очень интересовался приобретением знаний, культурных или иных, ради них самих, и у него не было времени для оценки искусства или встреч с художниками».
Деятельность NEA «посвящена поддержке передового опыта в искусстве, как новом, так и устоявшемся, донесении искусства до всех американцев и обеспечению лидерства в художественном образовании».
В период с 1965 по 2008 год агентство выдало более 128 000 грантов на общую сумму свыше 5 миллиардов долларов. С середины 1980-х до середины 1990-х Конгресс выделял NEA ежегодное финансирование в размере от 160 до 180 миллионов долларов.
В 1996 году Конгресс сократил финансирование NEA до 99,5 миллионов долларов в результате давления со стороны консервативных групп, в том числе Американской семейной ассоциации, которые критиковали агентство за использование налоговых долларов для финансирования весьма неоднозначных артистов, таких как Барбара ДеЖеневьев, Андрес Серрано, Роберт Мэпплторп и артисты перформанса, известные как " NEA Four ". С 1996 года NEA частично восстановила бюджет на 2015 год в размере 146,21 миллиона долларов, в 2010 году бюджет 167,5 млн долларов, в 2011 финансовом году с бюджетом в 154 млн долларов.
В 1995 году фонд был удостоен премии Тони за выдающиеся достижения в области театра, а также специальной премии Тони в 2016 году. В 1985 году Фонд искусств получил Оскар от Академии кинематографических искусств и наук за свою работу с Американским институтом по выявлению, приобретению, реставрации и сохранению исторических фильмов. Кроме того, в 2016 году и 2017 годах Национальный фонд искусств получил номинации на премию Эмми от Телевизионной академии.